# Myrvattenmätare
Myrvattenmätare (Gerris sphagnetorum) är en insektsart som beskrevs av Gaunitz 1947. Myrvattenmätare ingår i släktet Gerris, och familjen skräddare. Enligt den finländska rödlistan är arten otillräckligt studerad i Finland. Arten är reproducerande i Sverige. Artens livsmiljö är små tjärnar och gölar (även flarkar).